# سليمان التاجي الفاروقي
الشيخ سليمان التاجي الفاروقي (1882 - 1958) كان البُعض يُلقبه معري فلسطين، هو سياسيٌ وأديب وشاعر فلسطيني، وأحد مؤسسي «الحزب الوطني العثماني» عام 1911، ومؤسس جريدة «الجامعة الإسلامية» عام 1933. كان معروفًا بمعارضته الشديدة لقيادة الحاج محمد أمين الحسيني.

## حياته
وُلد سليمان عبد المجيد التاجي الفاروقي في مدينة الرملة بفلسطين عام 1882، ووالده هو عبد المجيد التاجي، وتذكر المصادر شقيقه شكري، وأنَّ لسليمان ولدٌ يسمى حارث. تلقى تعليمه الابتدائي على يد الشيخ يوسف الخيري، وتذكر بعض المصادر أنَّ سليمان كان قد فقد بصره في التاسعة من عمره. أرسله والده فيما بعد إلى الجامع الأزهر ليتعلم علوم الفقه واللغة والتاريخ، فتعلم على يد الشيخ محمد عبده، وتذكر المصادر أنَّ سليمان «لفت الشيخ محمد عبد لذكائه وسرعة استيعابه». أمضى في الأزهر 9 أعوام، ثم عاد بعدها إلى فلسطين، وغادرها فيما بعد إلى اسطنبول حيث حصل على إجازةٍ في الحقوق عام 1909، وأتقن هناك اللغة التركية العثمانية والفرنسية والإنجليزية، وكان يجلس لتفسير القرآن في جامع آيا صوفيا.
عاد إلى فلسطين في أثناء الحرب العالمية الأولى، وكان قد كتب عددًا من المقالات في جريدة فلسطين عام 1911، وكانت مقالته بعنوان «خطر الصهيونية» سببًا في مراقبة الجريدة، حيث كتب «يجب أن تكون أولًا وطنيًا وثانيًا مخلصًا للعثمانيين»، وكان قد انتقد السلطة لتساهلها بالنسبة لهجرة اليهود إلى فلسطين. أسس «الحزب الوطني العثماني» عام 1911، ولكن نفاه جمال باشا إلى مدينة قونية مع شقيقه شكري؛ بسبب معارضتهم الاستيلاء على المحصولات الزراعية لتموين الجيش. كان سليمان قد كتب عددًا من القصائد الشعرية، ومنها قصيدة «سقوط أول طائرة فوق يافا»، والتي كتبها عام 1912 عند سقوط أول طائرة عثمانية فوق شاطئ يافا.
توجه سليمان فيما بعد إلى مصر وانضم إلى معهد الحقوق الفرنسي ونال منه شهادة الدكتوراة في الحقوق عام 1919. عاد إلى فلسطين مجددًا بعد الحرب العالمية الأولى، حيث عمل في مهنة المحاماة. في 18 أيار (مايو) 1933 أصدر جريدة «الجامعة الإسلامية» اليومية، والتي كانت تبحث في الموضوعات السياسة والعلمية والأدبية، وتكشف عن الأطماع الصهيونية في فلسطين، حيث عرفها بأنها «فلسطينية المنشأ، إسلامية المذهب، شرقية المنزع»، ولكن في عام 1938 ألغى الانتداب البريطاني ترخيصها وعطلها.
كان سليمان قد نشر في نهاية عام 1920 مقالًا يدعو فيه إلى عقد "مؤتمر وطني فلسطيني"، وكان من المشاركين في المؤتمر العربي الفلسطيني الثالث الذي انعقد في مدينة حيفا في الفترة ما بين 13-19 كانون الأول (ديسمبر) 1920، وانتخب عضوًا في اللجنة التنفيذية العربية التي انبثقت عن ذلك المؤتمر. كما شارك في أعمال المؤتمر العربي الفلسطيني الخامس الذي عقد في نابلس في الفترة ما بين 20 آب (أغسطس) حتى 1 أيلول (سبتمبر) 1922. كان سليمان أيضًا من أقطاب حركة المعارضة لقيادة الحاج محمد أمين الحسيني.
ألقى سليمان كلمة الوفد الفلسطيني الذي قابل وزير المستعمرات البريطاني ليو أميري في نيسان (أبريل) 1925، حيث كان ممثلًا عن حركة المعارضة عند زيارة الوزير للقدس. وجه سليمان في تموز (يوليو) 1926 دعوةً لزعماء فلسطين لعقد المؤتمر العربي الفلسطيني السابع، وتشكلت في إثر ذلك لجنة تحضيرية من 40 عضوًا، وكان سليمان من المشاركين فيه في حزيران (يونيو) 1928. شارك سليمان في مؤتمر الأمة الإسلامية الفلسطينية الذي عُقد في 11 كانون الأول (ديسمبر) 1931 في فندق الملك داود بمدينة القدس، وكان الهدف من عقده مواجهة المؤتمر الإسلامي العام الذي دعا إليه الحاج أمين الحسيني.
هاجر سليمان إلى الأردن بعد نكبة فلسطين عام 1948، ونزل في بلدة صويلح ثم رحل إلى الزرقاء واستقر أخيرًا في مدينة أريحا، حيث أعاد إصدار جريدته «الجامعة الإسلامية» ووضح فيها أسباب النكبة، وصدر العدد الأول منها في 15 آذار (مارس) 1949، ولكن أغلقها المسؤولون فيما بعد. ترأس مؤتمر عمّان في تشرين الأول (أكتوبر) 1948، ثم شارك في مؤتمر أريحا في كانون الأول (ديسمبر) 1948 والذي بُويع فيه الملك عبد الله الأول بن الحسين وتمت فيه الموافقة على ضم الضفة الغربية لنهر الأردن إلى المملكة الأردنية الهاشمية. عيّن سليمان في 1 أيلول (سبتمبر) 1951 عضوًا في مجلس الأعيان الأردني.
ذكر الكاتب سليمان بن صالح الخراشي في كتابه «المشاهير والسجون»: «و(لمعري فلسطين) الشيخ سليمان التاجي الفاروقي أشعار رائعة قبل نفيه وبعد نفيه إلى بر الأناضول، وكنا نود نشر شيء منها فتخلفت عنا بعض منتخباتها التي وعدنا بإرسالها صديق لنا».

## وفاته
لم يبق سليمان طويلًا في مجلس الأعيان، حيث توفي في أريحا عام 1958 ميلاديًا الموافق 1378 هجريًا عن عمرٍ ناهز 76 عامًا، ودفن في مقبرة باب الرحمة شرقي باب الأسباط في القدس.